# 24 -twenty four-
『24 -twenty four-』（トゥエンティー・フォー）は、日本の歌手・Soweluの3枚目のオリジナル・アルバム。2006年7月12日発売。発売元はDefSTAR RECORDS。

## 解説
- タイトルの”24-twenty four-”は、素のままの自分、自身の日常(24時間)を表している。
- 初回限定盤には「Dear friend」、「守るべきもの」のPVを収録したDVDが付いている。

## 収録曲

### CD
1. Dear friend
13thシングル。フジテレビ系ドラマ『トップキャスター』主題歌。
2. Crazy for you
3. 守るべきもの
『劇場版ポケットモンスター アドバンスジェネレーション ポケモンレンジャーと蒼海の王子 マナフィ』のために書き下ろされた曲。
4. Tomorrow
5. smile again
6. DANCE
7. Flyer
8. cry
9. Let's go faraway
10thシングル。2005 MAXFACTOR リップフィニティー プロ CMソング。
10. 君の気配
11. with out you
12. Pride
13. to YOU
12thシングル。P&Gパンテーンドラマスペシャル「トゥルーラブ」主題歌。

### DVD
1. Dear friend
2. 守るべきもの